# Luwsandagwyn Dschargalsaichan
Luwsandagwyn Dschargalsaichan (mongolisch Лувсандагвын Жаргалсайхан; * 20. März 1959) ist ein ehemaliger mongolischer Radrennfahrer.

## Sportliche Laufbahn
Dschargalsaichan war Teilnehmer der Olympischen Sommerspiele 1980 in Moskau. Im Mannschaftszeitfahren wurde sein Team in der Besetzung Luwsandagwyn Dschargalsaichan, Batsüchiin Chajanchjarwaa, Damdinsürengiin Orgodol  und Daschdschamtsyn Tömörbaatar 19. des Rennens. Im olympischen Straßenrennen schied er aus.